# Torres (Spagna)
Torres è un comune spagnolo di 1 804 abitanti situato nella comunità autonoma dell'Andalusia.